# L'intrusa (film 1991)
L'intrusa è un film drammatico del 1991 diretto da Amir Karakulov.

## Trama
I due fratelli kazaki Adil' e Rustem vivono insieme e sono molto legati tra loro.
Il loro rapporto viene turbato quando Rustem porta a casa la sua fidanzata Elmira.